# Hund Şehzade
Hund Şehzade (in turco ottomano: خوند شاهزادہ; nata Fatma Şahzade Hatun e nota anche come Khawand Shahzada; Costantinopoli, 1422 – Il Cairo, luglio 1455) è stata una principessa ottomana, nipote di Süleyman Çelebi, a sua volta figlio del sultano Bayezid I, e consorte di due sultani Burji d'Egitto.

## Biografia
Nacque a Costantinopoli nel 1422 come Fatma Şahzade Hatun, figlia del principe ottomano Orhan Çelebi. Orhan era figlio di Suleyman Çelebi, uno dei figli del sultano Bayezid I, che, alla sua morte nel 1403, vennero coinvolti nella lunga guerra civile che prende il nome di interregno ottomano e che si concluse nel 1413 con la salita al trono di Mehmed I. Nell'ambito di tale guerra, nel 1403 Suleyman aveva consegnato il suo unico figlio, Orhan, come ostaggio all'imperatore Manuele II Paleologo a Costantinopoli, così da garantirsi il suo appoggio, e lì Orhan rimase fino alla sua morte nel 1429. 
Aveva due fratelli maggiori, Orhan e Mehmed, una sorella maggiore, Melek, e un fratello minore, Suleyman. 
Dopo la sconfitta e la morte in guerra di suo nonno nel 1411, il suo ramo famigliare si trovò in contrasto con quello principale, rappresentato prima da Mehmed I e poi da suo figlio Murad II. Per questo motivo, nel 1433, Şahzade e suo fratello Suleyman furono mandati in Egitto, dove vennero accolti a Il Cairo alla corte del sultano Burji Barsbay, che rifiutò le ripetute richieste di Murad II di consegnarli i due bambini.
Nel marzo 1437, Barsbay si mosse per supportare la ribellione di Ibrahim II di Karaman contro Dulkadirid e l'Impero ottomano, inviando truppe in Siria. Tuttavia, nel maggio 1437 Murad offrì a Barsbay un accordo di pace, che lui accettò, e che fu siglato dal matrimonio fra il sultano egiziano e la principessa Fatma Şahzade, che da quel momento assunse il nome di Hund Şehzade (anche scritto con la grafia araba di Khawand Shahzada). Rimase vedova l'anno seguente, senza aver avuto figli. 
Subito dopo, venne presa in moglie dal successore di Barsbay, Sayf-al-Din Jaqmaq, per mantenere il legame fra Egitto e Impero ottomano. Jaqmaq fu generoso nella dote, che fu tale da permetterle di compiere Hajj nel 1447. Insieme ebbero quattro figli, che però morirono tutti infanti a causa di un'epidemia di peste agli inizi del 1449. Un anno e mezzo dopo, il 25 dicembre 1450, Jaqmaq la ripudiò. 
Cacciata da corte, si sistemò in una modesta casa a al-Jawdariyya e alla fine si risposò con un certo Barsbay Bujashi, che portava il titolo di Sahib-al-Hujjab. 
Morì nel luglio 1455 a Il Cairo.

## Discendenza
Dal suo secondo marito, il sultano Jaqmaq, ebbe quattro figli maschi:
- Ahmed (1442 - 26 marzo 1449), morto di peste a Il Cairo;
- Altri tre figli (morti il 26 marzo 1449), tutti morti di peste a Il Cairo.